# Supergirl (revista em quadrinhos)
Supergirl é uma revista em quadrinhos americana publicada pela editora DC Entertainment. Sete versões diferentes da revista foram publicadas com formatos e durações distintas desde 1972. A mais recente versão teve início em 2016, como parte do evento "DC Rebirth", e trouxe como protagonista Kara Zor-El, prima do super-herói Superman. Kara, como personagem, surgiu em 1959, e durante muitos anos foi apenas uma coadjuvante nas histórias de seu primo, embora recebesse certo destaque em dezenas de histórias curtas publicadas nas revistas Action Comics e Adventure Comics, em especial a partir da segunda metade da década de 1960. Esse destaque levou à publicação, a partir de 1972, de uma série própria, entretanto, pouco depois, a revista acabaria sendo descontinuada, junto das revistas Lois Lane e Jimmy Olsen, também dedicadas ao elenco de apoio de Superman, em favor de uma antologia intitulada Superman Family, que foi publicada entre 1974 e 1982, e reunia histórias de vários personagens.
Durante a década de 1990, uma nova versão da personagem foi apresentada, que, apesar de também se chamar "Supergirl", possuía poucas semelhanças com a versão original, e era também conhecida como "Matriz". Essa nova personagem chegaria a protagonizar uma minissérie em 4 edições publicada em 1994. Pouco depois, uma terceira versão da personagem seria apresentada, e esta seria a protagonista de uma revista própria publicada entre 1996 e 2003, em 81 edições integralmente escritas por Peter David. Essa terceira versão seria uma fusão da "Matriz" com uma humana comum chamada Linda Danvers, e também a protagonista de Many Happy Returns, história recorrentemente citada pela crítica como a melhor trama da história da personagem.
A partir de 2005, a versão original da personagem, seria retomada pela editora, seguindo os conceitos originalmente estabelecidos em 1959, e desde então tem sido a protagonista de diferentes revistas: uma série de 67 edições publicada entre 2005 e 2011; uma série de 42 edições publicada entre 2011 e 2015, e a série atual da revista, publicada desde 2016. Além destas revistas tradicionais, a personagem também protagonizou revistas alternativas, como a minissérie destinada ao público infantil Supergirl: Cosmic Adventures in the 8th Grade e a série Adventures of Supergirl.

## Antecedentes e contexto

### Action Comics(1959-1969)

Action Comics #252, com a primeira aparição da Supergirl, em 1959.

Embora Superman tenha surgido na década de 1930, muitos dos elementos mais fantásticos comumente associados ao personagem só foram introduzidos a partir da metade final da década de 1950. Naquela época, o editor responsável pelas histórias do personagem era Mort Weisinger, e ele tinha como hábito conversar com as crianças que liam as revistas do personagem e perguntá-las o que gostariam de ver nas próximas edições. É esse relacionamento que é apontado como o motivo pelo qual surgiram personagens como a Supergirl e Krypto, o Super-Cão.
Originalmente, a revista Action Comics era uma antologia com uma série de outras histórias, além daquelas protagonizadas por Superman. Gradualmente, a quantidade de páginas da revista foi sendo reduzida, como forma de evitar com que o preço de capa de 10 centavos por edição fosse aumentado. Diminuindo a quantidade de histórias publicadas por edição, consequentemente, havia menos espaço para outros personagens. Após a introdução da Supergirl na edição #252, em maio de 1959, as histórias não relacionadas ao Superman ficariam completamente esquecidas.
Muitas das histórias da Supergirl eram baseadas no que Weisinger entendia ser o necessário para atender aos anseios das garotas que liam os quadrinhos da personagem, por isso o historiador Les Daniels não vê como surpreendente que a personagem passasse a ter um "super-cavalo" ou um "super-gato" na década de 1960. Enquanto "Cometa" era um cavalo dotado de poderes mágicos que "sob circunstâncias especiais, podia se transformar num belo rapaz" - um personagem apropriado para uma época em que cavalos e unicórnios eram bastante populares entre as garotas - "Streaky" era o gato de estimação da Supergirl, que ganhava super-poderes após entrar em contato com a artificial "kryptonita X" - e era uma resposta ao igualmente poderoso "super-cão". Ambos os personagens poderiam ser populares entre as crianças, mas eram visto como excessivamente infantis por alguns dos leitores mais velhos.

### Adventure Comics(1969-1972)
A partir de 1969, as histórias de Supergirl substituiriam as da Legião dos Super-Heróis como a principal atração da revista Adventure Comics, fazendo com que a personagem deixasse de ser publicada em Action Comics. A personagem adotaria a identidade secreta de "Linda Lee Danvers" e um tema constante nas histórias era a busca da personagem por um propósito que a posicionasse como uma figura independente de seu primo famoso, Superman.
Durante uma série de histórias publicadas até 1972, a personagem tentou atuar como repórter, como conselheira estudantil e até como atriz em uma soap opera (telenovela americana). As histórias, segundo o jornalista Marc Buxton, era um reflexo do conflito que a própria editora tinha com a personagem: "uma busca para sair da sombra de Superman e se tornar uma heroína independente, vencendo uma sutil solidão e a marginalidade de gênero a que era imposta". Durante a década de 1970, a revista mudaria seu conteúdo algumas vezes, e Supergirl acabaria não permanecendo na revista por muito tempo.
A primeira edição a ter a personagem em lugar de destaque na revista foi Adventure Comics #381, com uma trama escrita por Cary Bates e ilustrada por Win Mortimer e Jack Abel. Nos meses seguintes, a personagem protagonizaria sempre duas histórias: uma história curta apresentada como uma das tramas secundárias incluídas para manter o formato de antologia da revista, e uma história mais longa, a "principal" trama de cada edição.
Bates dividiria a responsabilidade pelos roteiros com Robert Kanigher e E. Nelson Bridwell, e Mortimer seria ocasionalmente substituído por Kurt Schaffenberger. As histórias sempre possuíam tramas simples, mas não deixavam de ser "bobas", na definição do jornalista Brian Cronin, do site americano CBR. Conforme avançava a publicação das histórias, um tema recorrente começaria a surgir: a busca por "um propósito". Supergirl "merecia" encontrar seu propósito, mas, como definiria o jornalista Marc Buxton, "ser uma mulher que buscava provar seu valor era uma das características definidoras da personagem".
Os roteiristas e editores buscavam encontrar um propósito para o personagem tanto quanto ela buscava isso em suas histórias. Essa iniciativa era capitaneada por Mike Sekowsky, que pouco antes havia sido responsável por uma reformulação nas histórias da Mulher-Maravilha, mudando inclusive seu uniforme - e tão constantes quanto as mudanças de emprego pelas quais passava a personagem em suas histórias eram as alterações que ocorreriam em suas vestimentas. Num dado momento, os leitores foram convidados a contribuir enviando ideias para o uniforme que a heroína usaria, e pelos três anos em que as histórias foram publicadas na revista, diferentes variantes foram utilizadas. Um variante consistia num vestido longo, apresentado em Adventure Comics #402. Outra variante apresentada logo na edição seguinte colocaria a personagem usando botas de cano alto e um vestido curto. Nenhuma das tentativas de "modernizar" o visual da personagem acabaria tendo efeitos duradouros, e a personagem chegava a ser retratada com dois visuais diferentes numa mesma capa, como em Adventure Comics #413, em que a personagem é retratada usando calças compridas na imagem principal, mas shorts numa imagem apresentada próxima ao logo da editora.
Entre 1971 e 1972, uma sequência de histórias colocaria a personagem concluindo a faculdade na fictícia "Stanhope University" e se mudando para a cidade de San Francisco, onde começaria a trabalhar como jornalista e conheceria Nasthalthia "Nasty" Luthor. Sobrinha do vilão Lex Luthor, Nasthaltia era inicialmente amiga de Linda Danvers, mas quando descobre que Linda era, na verdade, apenas a identidade secreta de Supergirl, a quem odiava, Nasthaltia passou a se dedicar à arruinar a carreira da agora ex-amiga. Cansada dos confrontos, Supergirl acabaria pedindo demissão do emprego que possuía e a começar uma nova faculdade.

## Histórico da publicação

### Volume 1 (1972-1974) eSuperman Family(1974-1982)
A primeira série a apresentar a heroína Supergirl como protagonista começou a ser publicada em 1972. A personagem era bastante popular à época, e a série de histórias que haviam sido publicadas na revista Adventure Comics foram bem-sucedidas o suficiente junto ao público para a editora decidir investir numa série própria da personagem. No mês seguinte à publicação da última trama da personagem em Adventure Comics seria lançada a revista Supergirl, escrita por Cary Bates e ilustrada por Art Saaf. Após ter se demitido de seu trabalho na rede de televisão KSFTV, em San Francisco, Supergirl decidiria ingressar num curso de artes na fictícia "Vandyre University", localizada na cidade.
À época, a linha de revistas de Superman vinha passando por uma reformulação. Em 1970, o editor Mort Weisinger decidiria se aposentar, e diferentes editores assumiriam cada uma das revistas de Superman então publicadas. Ao passo que Julius Schwartz assumiu o comando de Superman, Murray Boltinoff se tornaria o editor de Action Comics. O grupo editoral do personagem compreendia ainda outras cinco revistas em publicação: Adventure Comics, Superboy, Lois Lane, Jimmy Olsen e World's Finest. Inicialmente, Schwartz acumularia o cargo de editor de Superman com o de World's Finest, revista na qual eram publicadas as histórias de Superman em parceria com Batman; Boltinoff por sua vez acumularia Superboy, com as histórias do jovem Superman; e Jimmy Olsen, com as histórias do personagem homônimo com Action Comics; Mike Sekowsky, por sua vez, se tornaria o editor de Adventure Comics, revista que, à época, continha as histórias de Supergirl; e o editor de Lois Lane a partir de 1970 seria E. Nelson Bridwell.
As dez histórias publicadas em Supergirl, vol. 1 seguiam uma trama continuada que, por sua vez, seguia o que já havia sido apresentado em Adventure Comics, com a personagem passando a viver em San Francisco. Ao invés de apresentar uma única história por edição, múltiplas subtramas eram apresentadas simultaneamente, mas essa fórmula, apesar de similar ao que vinha sendo feito nas revistas da Marvel Comics, não surtiu os mesmos efeitos. As revistas "femininas" da editora, Supergirl, Wonder Woman e Superman's Girl Friend, Lois Lane, possuíam um único editor  - Robert Kanigher, cuja carreira se deu especializando-se em histórias de romance em quadrinhos. O estilo de Kanigher não se adaptou às demandas dos leitores por histórias de aventura, e logo as três revistas começaram a vender cada vez menos. Buscando uma forma de reverter isso, a editora removeu Kanigher do cargo que então ocupava, colocando Julius Schwartz e Murray Boltinoff em seu lugar. Schwartz ficaria responsável por Supergirl e Wonder Woman, enquanto Boltinoff assumiria Lois Lane.
Em 1973, a editora decidiria realizar uma segunda mudança na linha de revistas. À época, a publicação de antologias intituladas "DC 100-page Super Spectacular" se tornaria uma prática comercial bem-sucedida na DC Comics, e utilizando esse formato, a editoria decidiria, no ano seguinte, que as revistas Jimmy Olsen, Lois Lane e Supergirl seriam canceladas e substituídas por uma única revista que teria mais páginas que as três somadas, permitindo não apenas a publicação de histórias protagonizadas por cada um dos personagens, como também a republicação de histórias antigas.
O encerramento das revistas inicialmente se daria em novembro de 1973, mas por causa de uma crise na produção de papel, as gráficas só conseguiriam produzir as últimas edições de Lois Lane e Supergirl em 1974. À época, as revistas haviam se tornado duas das revistas menos vendidas da editora, ao lado de Secret Origins e Weird Worlds. Boltinoff, editor de Jimmy Olsen, assumiria o comando de Superman Family, que incluiria histórias de todo o elenco de apoio de Superman. Enquanto a série Supergirl fora encerrada na sua 10ª edição, e Lois Lane, em sua 137ª, Jimmy Olsen teria 163 edições publicadas. The Superman Family começaria a ser publicada como uma continuação da série mais antiga, e sua "primeira edição" já seria numerada como 164ª. A mudança se mostraria acertada, e a antologia acabaria revertendo a situação de baixas vendas que as personagens tinham em suas publicações, se tornando uma das revistas mais vendidas da editora.

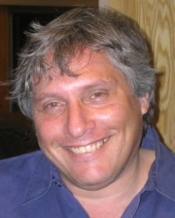
O escritor Elliot S! Maggin recebeu do editor de Julius Schwartz a missão de reformular as histórias de Supergirl, e quando a revista foi cancelada em 1972, seu trabalho foi transferido para Superman Family.

O formato de Superman Family, uma antologia bimestral na qual seria publicada sempre uma história inédita protagonizada por um dos três personagens junto de republicações de histórias antigas dos demais, permitiria apenas duas edições por ano focadas em Supergirl, mas a editora via essa medida como melhor do que simplesmente parar de desenvolver histórias com a personagem. O trabalho que Schwartz pretendia desenvolver a partir da 11ª edição de Supergirl acabou sendo transferido para as edições 165, 168 e 171 de Superman Family. O jornalista John Wells, em artigo publicado na revista Back Issue, apontaria que as histórias editadas por Kanigher haviam "diminuído" a personagem e seu apelo, reduzindo-a à "uma melosa heroína romântica, propensa a ficar chorando por causa de rapazes". Schwartz queria transformar a personagem em algo que tivesse um verdadeiro apelo ao público mais jovem, tornando a personagem alguém com quem eles pudessem se identificar e, ao mesmo tempo, também fosse suficientemente diferente de Superman.
A primeira edição a destacar Supergirl foi Superman Family #165, e Schwartz designou Elliot S! Maggin como roteirista. Maggin e Schwartz acreditavam que a personagem já havia passado tempo demais como estudante universitária, e logo na primeira história, a personagem assumiria uma nova posição, não como estudante, mas como professora na "New Athens Experimental School", uma fictícia localizada na Flórida, onde, em sua identidade secreta de Linda Danvers, Supergirl atuaria como conselheira de adolescentes problemáticas. Schwartz não atuava sozinho como editor da revista, sendo assistido por E. Nelson Bridwell, conhecido por seu extenso conhecimento da continuidade da editora. Bridwell inclusive atuou como roteirista na edição daquele mês, contribuindo com uma história curta que resumia toda a jornada ficcional de Supergirl até então, justificando que o novo emprego da personagem, como conselheira escolar, era o resultado de sua busca por um propósito. "Eu estava procurando por algo que finalmente encontrei: a chance de ajudar pessoas jovens", ela concluía no último quadro. Maggin equilibrava elementos cósmicos e dramas adolescentes: numa mesma edição, retratou Supergirl enfrentando uma ameaça alienígena e ajudando uma garota a lidar com o conflito gerado pelo processo em que seus pais lutavam pela sua custódia.
À época, as tramas da revista precisavam ser obrigatoriamente one-shots, histórias isoladas sem nenhuma continuação imediata, mas Bridwell influenciaria as tramas da revista no sentido de que, apesar de serem auto-contidas, retomassem pontas soltas de histórias anteriores. Na metade final da década, o escritor Jack C. Harris atuava como roteirista das histórias de Supergirl e Bridwell assumiria as funções de editor da revista integralmente, substituindo Schwartz e implementando uma políticas de tramas seriadas que prosseguiria até a década de 1980, quando a revista passou a adotar uma periodicidade mensal. Eventualmente, Harris seria substiuído por Martin Pasko e Paul Kupperberg, enquanto Supergirl trocaria o emprego como conselheira estudantil por um papel numa soap opera, uma telenovela americana.

### The Daring New Adventures of Supergirl(1982-1984)
Após dez anos de publicação, a DC Comics decidiria encerrar Superman Family e publicar uma nova revista chamada The Daring New Adventures of Supergirl, que seria protagonizada por Supergirl, mas também conteria histórias curtas de Lois Lane. O mercado havia mudado, e antologias eram vistas como algo "antiquado" pelos leitores, que preferiam revistas menores e mais baratas. Em Superman Family #222, última edição da revista, Supergirl decidiria abandonar seu emprego como atriz. A trama continuaria em Superman #376, onde a personagem seria retratada refletindo sobre sua vida, para que, na primeira edição de The Daring New Adventures of Supergirl, decidisse se mudar para Chicago, onde retomaria seus estudos.
De certa forma, a nova revista era uma continuação de Superman Family: Paul Kupperberg, escritor das histórias da Supergirl, continuaria como roteirista da nova publicação, e a trama produzida por Tamsyn O'Flynn e Bob Oksner com Lois Lane na revista continuaria como uma história secundária. O'Flynn havia incluído novos personagens como coadjuvantes nas histórias de Lane, e pretendia torná-la mais independente de Superman. Quando as tramas foram realocadas para Adventures of Supergirl, o título das histórias mudaria de Superman's Girl Friend, Lois Lane para apenas Lois Lane.
Uma série de mudanças para o elenco de apoio de Superman estava sendo planejada, e parte delas, como o casamento de Jimmy Olsen, chegaram a ser anunciadas por Marv Wolfman, roteirista de Action Comics, em uma entrevista para a revista especializada Comics Interview realizada em 1983, mas no ano seguinte, esta reformulação acabaria não sendo realizada. A partir de sua 13ª edição, The Daring New Adventures of Supergirl teria seu título reduzido para apenas Supergirl, e as histórias de Lois Lane seriam descontinuadas.
A mudança de título não foi a única alteração realizada na revista. Em 1983, um filme protagonizado pela personagem entraria em pré-produção, e a editora decidiria sincronizar os esforços, dando à personagem um uniforme similar ao que seria utilizado no filme e apresentando novos vilões para antagonizar a personagem. Foi nesse período que surgiu "Reactron", um vilão que nos anos seguintes se tornaria um dos principais inimigos da heroína. Nas histórias, a mudança do uniforme foi justificada como sendo uma sugestão da mãe adotiva de Supergirl no planeta Terra, Edna Danvers. Pouco depois, um novo adereço seria acrescentado por Supergirl ao seu uniforme: uma faixa vermelha em sua cabeça. A explicação dada na história é de que o uso de adereços era um costume do planeta Krypton, e demonstrava maturidade e cidadania. Como forma de demonstrar que havia alcançado a idade adulto, Supergirl decidiria utilizar uma faixa vermelha. Supergirl, vol.2 continuou sendo publicada mensalmente por um total de 23 edições, sendo cancelada de forma inesperada pouco antes da estreia do filme baseado na personagem. Curiosamente, após a editora estrear o visual baseado no vindouro filme, os produtores decidiriam modificar o uniforme que apareceria na versão cinematográfica para algo mais próximo do uniforme clássico da heroína.

### Crise nas Infinitas Terrase Matriz, a nova Supergirl
Em 1985, pouco após o cancelamento da revista Supergirl, vol.2, a DC Comics começaria a publicar o evento Crise nas Infinitas Terras. No qual o vilão "Anti-Monitor" colocaria todo o universo em risco, e, numa tentativa de impedi-lo, Supergirl acabaria se sacrificando. A derrota do vilão viria posteriormente, e, com ela, uma profunda reformulação em todo o universo ficcional da editora. Uma nova continuidade é estabelecida, e nesse novo universo, conhecido como "Pós-Crise", apresentaria uma uma nova origem para Superman na minissérie The Man of Steel, de John Byrne, na qual o personagem seria o único sobrevivente da explosão do planeta Krypton, e Supergirl nunca sequer teria existido.
Até 1985, a personagem sempre havia figurado em destaque dentre os personagens da editora. Na sétima edição de Crise nas Infinitas Terras, a personagem faleceria durante o confronto contra o vilão Antimonitor, mas com as modificações impostas em 1986, nenhum personagem, incluindo Superman, sequer lembraria desses ou de quaisquer outros eventos envolvendo a Supergirl. Mas, ao estabelecer que Clark Kent nunca havia atuado como "Superboy" durante a juventude, e que não existia nenhuma Supergirl, Byrne havia removido dois elementos essencias das histórias da Legião dos Super-Heróis, equipe cuja revista era bastante popular na década de 1980. Os dois haviam tido papéis de destaque na então recente história The Great Darkness Saga, publicada em 1982.
Durante a produção de The Man of Steel, Byrne chegou a sugerir uma solução para o problema, mas a editora assegurou o autor que iria resolver quaisquer incongruências nas histórias da Legião nas revistas da equipe, e que ele não precisaria se preocupar com isso em seu trabalho com Supergirl. Meses depois, entretanto, o editor Andy Helfer lhe procuraria, em pânico, e diria que "era preciso fazer alguma coisa" para "resolver o problema" da Legião - e assim surgiria o conceito de "Mundo Compacto", um universo paralelo no qual existia um Superboy. A confusa trama publicada em Legion of Super-Heroes #37, Superman #8, Action Comics #591 e Legion of Super-Heroes #38, entretanto, não seria bem-sucedida nem em agradar os leitores muito menos em resolver as falhas na continuidade das histórias da Legião - pelo contrário, tornaria a questão ainda mais complicada. Posteriormente, entre 1987 e 1988 a DC Comics adotou uma série de medidas para promover o aniversário de cinquenta anos da criação de Superman e Byrne decidiria, ao lado do desenhista Jerry Ordway e do editor Mike Carlin, elaborar uma história que apresentasse novas versões da Supergirl e do vilão General Zod - oriundas também do "mundo compacto".

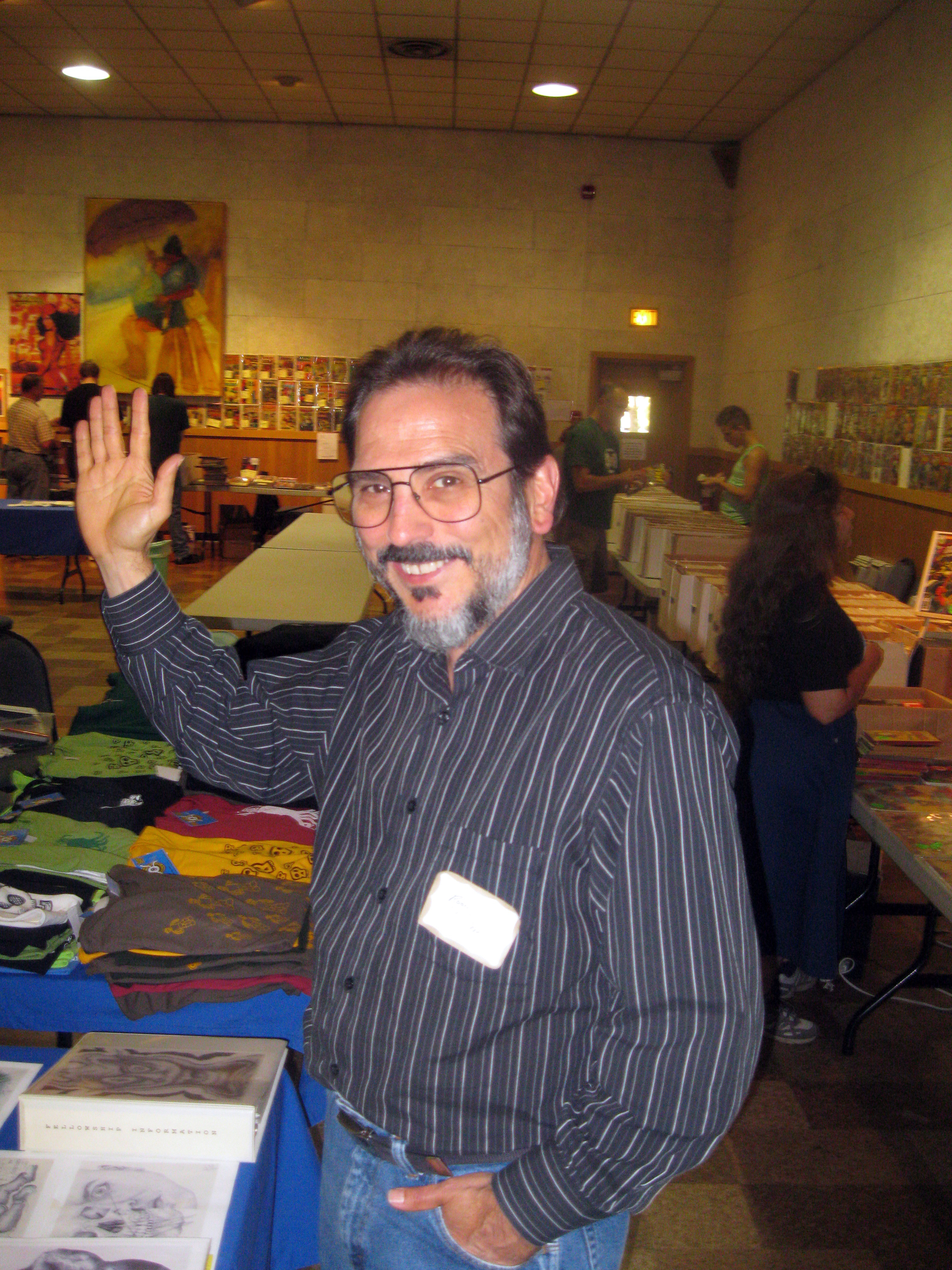
Roger Stern, um dos roteiristas que trabalhou com a nova Supergirl.

Intitulada A Saga da Supergirl, a história que apresentaria uma nova versão da personagem ao publicado seria publicada originalmente em Superman #21-22 e Adventures of Superman #443. No livro Modern Masters: Jerry Ordway, publicado em 2007, Ordway narra ao jornalista Eric Nolen-Weathington que num determinado dia Byrne simplesmente chegou à editora e entregou o roteiro para a 22ª edição - já prevista para ser a conclusão da hist - avisando: "Estou fora. Esta é a minha última edição". Byrne estava muito insatisfeito com a suposta "falta de apoio" da editora, e decidira abandonar as revista. Não havia um roteiro pronto para a próxima edição de Adventures of Superman, e com a saída de Byrne, também não havia, imediatamente, quem o escrevesse.
Um roteiro da autoria de Ordway, produzido como um teste para uma edição especial que só seria publicada meses depois acabou sendo remanejado para a 443ª edição de Adventures of Superman, e no mês seguinte enfim seria publicada Superman #21, com o início da "Saga da Supergirl", bem como Adventures of Superman #444, também roteirizada por Byrne, mas desenhada por Ordway. Mais de um ano de histórias posteriores - em particular quanto ao que fazer para desenvolver a nova Supergirl - já haviam sido discutidas mas não roteirizadas quando Byrne anunciou sua saída, então o editor Mike Carlin se viu com a responsabilidade de seguir adiante com um projeto ainda em andamento - "uma obra que havia perdido o arquiteto antes de ser completamente construída", definiria Jerry Ordway. Ordway continuou como desenhista de Adventures of Superman, substituindo Byrne nos roteiros, e Roger Stern assumiria os roteiros de Superman.
Inicialmente, entretanto, os planos pareciam ser para "Matriz" e não para "Supergirl". Em Adventures of Superman #457 o editor Mike Carlin apontaria que havia planos para continuar com a personagem nas histórias de Superman, mas que ela não estaria substituindo ninguém nem deveria ser chamada de "Supergirl" -  "Matriz não é a nova Supergirl, ela é a primeira de si mesma", afirmaria Carlin. Uma das consequências da última história de Byrne foi a publicação, entre 1988 e 1989, do arco de história Exílio, no qual Superman lidou com a culpa que sentia por ter assassinado os três criminosos kryptonianos Na conclusão dessa história, Matriz decidiria exilar-se no espaço, sem planos aparentes de retornar. Somente em 1992 que a personagem ressurgiria, durante a publicação do arco de história Pânico nos Céus. Eventualmente, Matriz e Lex Luthor se envolveram romanticamente - o vilão a havia convencido de que era tão benevolente quanto sua contraparte do universo compacto, a quem Supergirl sempre admirou - e o relacionamento entre os dois continuaria até 1994, com a publicação da minissérie Supergirl, na qual a heroína descobria que Luthor estava tentando cloná-la.
Ilustrada por June Brigman, a minissérie contribuiu para a conclusão de uma longa subtrama que vinha sendo desenvolvida nas várias revistas de Superman desde alguns anos antes: a farsa de "Lex Luthor II". Após desenvolver um câncer em razão da radiação proveniente do meteorito de kryptonita que usava contra Superman, Lex Luthor forjaria a própria morte e transferiria sua consciência para um novo e rejuvenescido corpo clonado, começando a se passar por "Lex Luthor II", seu "filho" e herdeiro de seus negócios. Livre da calvície que o acometia antes, Luthor possuía uma aparência semelhante ao Luthor bondoso do universo de Matriz, mas seu corpo clonado encontrava-se em processo de degeneração acelerado, levando-o a realizar experimentos com o código genético de Matriz. Irada com a descoberta, Matriz tenta assassinar Lex, mas é impedida por Superman. Após seus segredos serem revelados por Lois Lane em uma reportagem do Planeta Diário, o vilão decidiria destruir a cidade de Metropólis durante o arco de história The Fall of Metropolis, publicado logo após a minissérie.

### Supergirl, vol. 4, por Peter David (1996-2003)

Supergirl, vol. 4 #1. Arte por Gary Frank.

Após a publicação da minissérie de Roger Stern, Supergirl não teria histórias muito significativas. Arruinado, Luthor tentaria destruir a cidade de Metropólis durante o arco The Fall of Metropolis, e com o vilão derrotado, Supergirl perderia parte do propósito que possuía nas histórias então publicadas. Em 1998 o escritor Peter David foi designado para reformular a personagem numa nova série mensal, modificando vários aspectos de sua caracterização - como lhe dar uma identidade secreta como "Linda Danvers" - e na própria temática das histórias, que passaram a abordar questões religiosas e tramas de terror. A quarta versão da revista se mostraria a mais longa, muito em parte por causa do trabalho inventivo de David. Na primeira edição, o autor apresentou "Linda Danvers" como uma jovem nada exemplar, envolvida com marginais, e que namorava um jovem chamado "Buzz", e que era ludibriada por ele para ser usada como sacrifício humano num ritual demoníaco. Supergirl vai ao resgate de Linda, e as duas se fundem. Em um texto publicado ainda em 1998 na revista americana Comics Buyer’s Guide, e posteriormente reproduzido em seu site pessoal, David explicaria que seu propósito inicial com a série era tornar Matriz uma personagem que mantivesse suas características originais, mas tivesse também traços que lembrassem Kara
| “ | Eu estava ciente de que um número de fãs queria ver Kara retornar e voltar a ser Supergirl, mas isso não iria acontecer. A DC não queria diluir o status de Superman [como último sobrevivente da destruição de Krypton] novamente. Ainda assim, eu qeueria tornar as histórias familiares aos fãs, então eu inclui a maior quantidade possível dos adereços antigamente relacionados à Kara. Eu dei à personagem pais, uma identidade secreta como Linda Danvers, uma vida numa cidade pequena, chamada de "Leesburg" em referência a Linda Lee, um namorado chamado Dick Malverne e coloquei a universidade Stanhope nas proximidades da cidade. Alguns fãs achavam que isso era uma tentativa de fazer piada, mas o que estava tentando fazer era agradar os fãs mais antigos da melhor forma. | ” |

As histórias de David apresentavam muita inventividade e em mais de um momento alteraria todo o universo ficcional ao redor da personagem. Após fundir Linda e Matriz numa Supergirl única na primeira edição, revelaria ao final do primeiro arco de história que Linda não havia sido ludibriada pelo namorado a ser oferecida como sacrifício num culto satânico - mas sim era uma participante daquela seita, tão envolvida nos atos malignos ali realizados quanto o namorado. A fusão das duas havia feito com que Supergirl perdesse parte das memórias envolvendo a vida pregressa de Linda, e num momento posterior seria revelado que a fusão havia feito com que a heroína se tornasse uma espécie de "anjo da Terra", capaz de se teletransportar e projetar em si asas flamejantes. Anos depois, o lado "Matriz" desapareceria, e Linda se veria não apenas sem os poderes angelicais, mas também com sua super-força e seus demais poderes reduzidos. Permanecendo como Supergirl, ela decidiria adotar um novo uniforme - uma homenagem ao visual adotado pela personagem na série Superman: The Animated Series, então exibida. Em seu último arco de história à frente da revista, Many Happy Returns, David incluiria a Supergirl em sua versão clássica, Kara Zor-El, como coadjuvante
A diretoria da DC Comics, à época, não pretendia retomar o uso de Kara como personagem no universo ficcional da editora, mas autorizou que David a utilizasse na revista por apenas seis edições. A intenção do roteirista era atrair suficiente atenção para a revista a ponto de permitir que a personagem continuasse aparecendo, e, após aquela primeira história, se tornar parte do elenco de apoio da revista, definitivamente, assumindo o papel de "Supergirl", enquanto Linda se tornaria a nova "Superwoman". David pretendia ainda incluir a heroína Poderosa no elenco da revista, transformando a publicação numa espécie de equipe equivalente às Aves de Rapina com personagens do elenco de apoio de Superman.

### O retorno de Kara Zor-El e eSupergirl, vol. 5 (2005-2011)

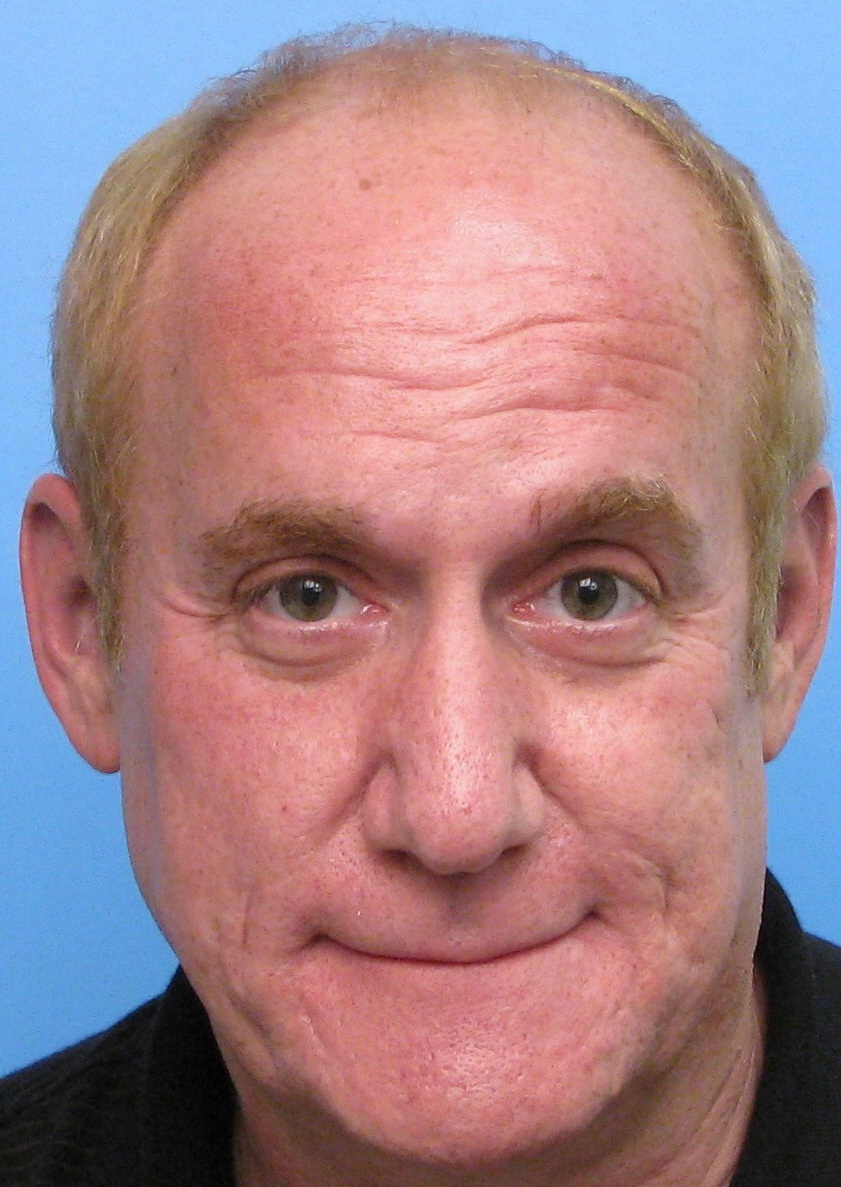
O escritor Jeph Loeb por introduzir uma "nova" Supergirl, mais próxima da versão clássica da personagem.

Em 2004, a DC Comics decidiu rever sua política editorial, e permitir que outros kryptonianos além de Superman pudessem aparecer no universo ficcional das histórias em quadrinhos então publicadas. Uma versão atualizada de Kara Zor-El seria apresentada nas páginas da revista Superman/Batman, e no ano seguinte, ela começou a aparecer em sua própria revista, com Superman/Batman #19 sendo republicada como a edição #0 da nova publicação. O escritor Jeph Loeb foi o responsável pelos roteiros tanto da história que apresentou a personagem em Superman/Batman quanto do arco inicial da revista Supergirl.
Loeb continuaria como roteirista de Supergirl apenas até a 5ª edição, quando foi brevemente substituído por Greg Rucka. Ambos introduziriam um elemento nas histórias da personagem que tornariam sua história de origem significativamente diferente da versão clássica: seu pai, Zor-El, a havia enviado para Terra não para acompanhar seu primo, Kal-El, o Superman, mas para matá-lo. Joe Kelly sucederia Rucka como roteirista da publicação, e continuaria desenvolvendo a história iniciada por este. A trama concebida por Rucka continuou sendo desenvolvida por Kelly durante o ano seguinte, e Zor-El era sempre retratado nas memórias de Supergirl com características vilanescas, como um psicopata. Enquanto Loeb havia colocado Kara em confrontos contra outros super-heróis da editora, Kelly colocaria a personagem em conflito consigo mesma. Nos roteiros de Kelly, Kara era retratada como uma jovem rebelde e confusa, e parte dessa caracterização era refletida nos seus relacionamentos, com ela flertando com o anti-herói Capitão Bumerangue, filho do vilão de mesmo nome, e se envolvendo com "Poderoso", um jovem que posteriormente se revelaria abusivo e começaria a perseguir Supergirl.
O editor Eddie Berganza, responsável pela revista à época, escreveu em um editorial publicado em janeiro de 2007, no qual revelava que a sua intenção com a publicação era produzir uma revista direcionada ao público feminino, apresentando Supergirl como "uma adolescente típica", que se rebelava contra figuras de autoridade. A inclusão de Poderoso no elenco fazia parte dessa tentativa de atrair o público feminino. O visual do personagem foi concebido por Ian Churchill tendo em mente os atributos exagerados geralmente associados às personagens femininas das histórias em quadrinhos, como uma crítica que buscava alcançar mulheres que geralmente rejeitavam as histórias por causa da objetificação feminina. O personagem possui uma espécie "decote" em seu uniforme, destacando seu peitoral, e era retratado como alguém pouco inteligente, que só tinha beleza, numa inversão dos estereótipos de gênero. O relacionamento entre os dois seria posteriormente citado como um dos piores "romances" entre dois personagens da DC Comics.
As histórias de Kelly sofreram duras críticas do público feminino, que acusavam o escritor de ser machista. A partir de Supergirl #15, o escritor Mark Sable e o desenhista Ale Garza passaram a contribuir com Kelly na produção das histórias e o roteirista concluiria sua trama envolvendo Zor-El, mas seus sucessores trataram de desfazer totalmente a mudança que ele havia desenvolvido - Kelley Puckett apresentaria a personagem "lembrando" de seu passado, mostrando Zor-El como um pai amoroso que enviou a filha para Terra para salvá-la da destruição de Krypton, e não para matar o primo; Posteriormente Sterling Gates revelaria que as falsas lembranças que Supergil havia tido eram resultado de um envenenamento causado por kryptonita. O período de Puckett à frente dos roteiros da revista apresentaria histórias pouco significativas, e seria marcado por interferências editorais que forçavam a revista a apresentar histórias ligadas aos eventos então publicados pela DC Comics, como Amazons Attack e Countdown.
Quando Sterling Gates assumiu o título no final de 2008, a partir da edição #34, Jamal Igle começou a atuar como ilustrador da revista, e o trabalho da dupla promoveu o que seria visto pela crítica e público como o "renascimento" da revista, que passaria a ter uma qualidade até então inalcançada pelas equipes anteriores. O primeiro grande diferencial de Gates foi sua associação com Geoff Johns, então escritor de Action Comics, e James Robinson, escritor de Superman, para que as tramas presentes em cada uma das três revistas estivessem alinhadas. Com isso, personagens do elenco de apoio de Superman, como Cat Grant, passariam a integrar também o elenco da revista. Além disso, as três revistas fariam parte de New Krypton, uma grande trama envolvendo todo o universo de Superman.
Igle admitiria, numa entrevista, que se incomodava muito com a forma como a personagem havia sido retratada até então, dizendo: "Eu não me sinto confortável sexualizando o que é pra ser uma menina adolescente". Um novo uniforme, que cobrisse mais o corpo da personagem, foi concebido por Igle e Gates, e todo o universo ficcional ao redor da personagem foi revisto. Nas novas histórias, ela adotaria uma identidade secreta como "Linda Lang", uma estagiária no Planeta Diário que era sobrinha de Lana Lang e subalternada de Cat Grant, uma jornalista que criticava publicamente a heroína. Uma das primeiras tramas da dupla envolveu uma nova versão da personagem Superwoman, e posteriormente as histórias da revista continuaram a ter uma forte relação com as tramas desenvolvidas nas outras revistas de Superman.
Gates e Igle se dedicariam também a estabelecer uma "galeria de vilões" para Supergirl - uma série de personagens que passassem a ser mais associados como antagonistas da heroína do que de Superman. No campo humano, Cat Grant foi a grande rival por causa de suas reportagens, mas Superwoman também foi uma antagonista significativa. Além destas, se destacariam Reactron, Banshee Prateada, Dollmaker e a "Supergirl Bizarra". A dupla queria tornar Supergirl uma "heroína respeitável", e isso se estendeu também para seu visual, com pequenas alterações ao uniforme. Havia um apelo sexual nas primeiras histórias da personagem que incomodavam demasiadamente o público feminino, mas este foi revertido de forma bem-sucedida
Amy Reeder Hadley foi anunciada como a artista responsável pela arte das capas da série em maio de 2010, uma escolha que chamou a atenção em razão da mesma ser uma mulher cujos talentos também estavam sendo aproveitados pela editora em Batwoman, outra revista protagonizada por uma heroína e, pouco depois, Nick Spencer foi anunciado como o roteirista que substituiria Gates na revista a partir de janeiro de 2011, com Bernard Chang assumindo a função de desenhista no lugar de Igle. Spencer havia planejado uma série de histórias com a personagem, e Reeder Hadley chegou a elaborar algumas artes considerando os roteiros então sendo elaborados, mas nenhuma destas chegaria a ser publicada e Spencer seria substituído por James Peaty, um roteirista relativamente desconhecido do grande público à época. Peaty e Chang continuaram na revista até a edição 64, sendo substituídos por Kelly Sue DeConnick e ChrisCross para uma curta história em três partes que acabaria por encerrar aquela versão de Supergirl.

### Volume 6 (2011-2015)
Em meados de 2011, enquanto as últimas edições de Supergirl escritas por Kelly Sue DeConnick eram publicadas, a DC Comics anunciou que, a partir de setembro daquele ano, relançaria não apenas Supergirl, mas toda a sua linha editorial, formando uma série de revistas identificadas como "Os Novos 52". Quatro revistas ligadas ao elenco de apoio de Superman fariam parte das 52 publicações que formavam a nova linha editorial iniciada naquele mês: além de Supergirl, Action Comics, Superboy e Superman. Inicialmente, Brian Wood seria o roteirista da nova revista, e chegou a ser anunciado como tal, por causa de um erro no site da editora, mas o anúncio foi logo corrigido para revelar os escritores que o substituiriam. Wood, posteriormente, revelaria em uma entrevista que havia assinado um contrato que lhe obrigava a manter confidenciais suas propostas para a personagem, mas admitiria que havia elaborado cerca de "um ano de histórias" quando foi dispensado pela editora.
Michael Green e Mike Johnson atuariam juntos como roteiristas durante a maior parte dos dois primeiros anos de publicação da nova revista, e Mahmud Asrar contribuiria regularmente como ilustrador. As primeiras doze edições apresentariam Kara Zor-El chegando ao planeta Terra, tendo um relacionamento conflituoso com seu primo Kal-El, o Superman, e enfrentando "Simon Tycho", um novo vilão criado por Green e Johnson especificamente para a série. No elenco de apoio, Green e Johnson incluiriam uma nova versão da personagem Banshee Prateada como amiga de Supergirl, e um vilão, o Banshee Negro, como oponente secundário nas histórias.
A regularidade apresentada na série em sua primeiro ano de publicação acabaria sendo comprometida em 2012 e 2013. Após a publicação de Supergirl #0, uma edição especial dedicada a apresentar o passado da personagem em Krypton, a revista apresentaria em Supergirl #13 a conclusão da trama iniciada em seu primeiro ano, com a derrota definitiva de Simon Tycho. Michael Green abandonaria os roteiros da revista, e pouco depois, Johnson teria suas tramas na revista influenciadas por dois crossovers que seriam publicados à época, H'el on Earth e Krypton Returns. A dramaticidade estabelecida pela dupla de roteiristas originais acabaria diminuindo consideravelmente quando Michael Alan Nelson substituiria Johnson como nova roteirista da publicação. Mais afeto à inclusão de tiradas humorísticas em suas histórias, Alan Nelson transformaria a revista numa leitura mais leve, com momentos de comédia ocasionalmente incluídos nas histórias
Apesar de sua inclinação à comédia, Alan Nelson faria uma alteração bastante dramática no cânone, ao apresentar uma nova versão do vilão Superciborgue, na qual este não era Hank Henshaw, mas Zor-El, o pai de Kara, transformado e enlouquecido. Entre a publicação das edições 23 e 24, a revista esteve envolvida no evento "Forever Evil", em Setembro de 2013. Nesse mês, denominado "Villains Month", como forma de comemorar o segundo aniversário do relançamento, todas as revistas da editora deixaram de ser publicadas, sendo substituídas por edições especiais protagonizadas por vilões. Todas as capas foram impressas usando uma tecnologia de "impressão lenticular", que lhes concedia um efeito 3D. Nnehuma edição especial de Supergirl seria lançada, mas dentre as quatro edições especiais de Action Comics publicadas naquele mês, estaria Action Comics #23.1: Cyborg Superman, escrita por Alan Nelson e desenhada por Mike Hawthorne.
Após concluir sua trama apresentando o vilão, Alan Nelson seria substituído por Tony Bedard a partir de Supergirl #26. Com Yildiray Cinar atuando como desenhista, Bedard daria continuidade às tramas dos roteiristas anteriores, mantendo o conflito com o novo Superciborgue e a amizade problemática com Banshee Prateada, mas também incluindo novos elementos recorrentes: o vilão Lobo e a Tropa dos Lanternas Vermelhos. Posteriormente, durante a trama The Red Daughter of Krypton, Supergirl ingressaria na Tropa também como uma das Lanternas Vermelhas.
Em 2015, uma reformulação denominada "DC You" alteraria drasticamente a linha editorial então publicada, e a revista Supergirl acabaria sendo tendo seu encerramento anunciado após 40 edições terem sido publicadas. Pouco antes do encerramento, Bedard foi substituído por Mike Johnson, que retornou aos roteiros brevemente, ao lado de Kate Perkins, uma romancista com experiência em peças de teatro. A nova dupla de roteiristas alterou radicalmente o status quo da personagem, tirando-a do planeta Terra e levando para a "Crucible Academy", uma escola para seres super-poderosos.

### Volume 7 (2016–presente)

Steve Orlando (roteirista) e Brian Ching (ilustrador) produziriam Supergirl para o evento "DC Rebirth".

Em 2015, quando a série de televisão Supergirl estreou, a DC Comics não tinha nenhuma revista dedicada a personagem sendo publicada. Somente em setembro do ano seguinte que uma nova série começaria a ser publicada. Escrita por Steve Orlando e incorporando elementos da série de televisão de mesmo nome, a nova versão de Supergirl começou a ser publicada em setembro de 2016.

## Histórias publicadas
Muitas das histórias mais significativas de Supergirl acabariam não sendo publicadas em sua revista própria, mas dentre as histórias publicadas nas diferentes versões da revista destaca-se Many Happy Returns, o último arco de história escrito por Peter David. Todo o trabalho de David é visto de forma positiva pelo público e pela crítica, mas esta história é usualmente apontada como uma das melhores de toda a história da personagem.
Cerca de 200 edições da revista foram publicadas durante as sete diferentes versões já produzidas pela editora. A primeira versão, publicada entre 1972 e 1974, teve apenas 10 edições, e apresentou histórias pouco significativas, destacando-se apenas a última edição, que apresentou uma das poucas aparições do personagem "Prez" em uma história situada no universo ficcional da DC Comics. A segunda versão da revista, inicialmente chamada The Daring New Adventures of Supergirl e, posteriormente, apenas "Supergirl" teve 23 edições, e suas histórias mais significativas foram aquelas que trouxera novos vilões para enfrentar a personagem - como Reactron, que nos anos seguintes se tornaria um dos maiores antagonistas da heroína.
A minissérie em 4 edições publicada em 1994 é vista como um momento positivo da personagem, em sua atípica versão "Matriz", mas que acabaria sendo eclipsada pela bem-sucedida revista que começaria a ser publicada em 1996. Essa nova revista se tornaria a mais longeva publicação da personagem, com 80 edições publicadas até 2003, integralmente escritas por Peter David. A quinta versão da revista seria publicada entre 2004 e 2011, por um total de 67 edições. Destas, destaca-se o primeiro arco de história, escrito por Jeph Loeb e ilustrado por Ian Churchill, e o trabalho de Sterling Gates e Jamal Igle em histórias como Who is Superwoman?, Novo Krypton e Bizarrogirl.
Com o advento da linha "Os Novos 52" em 2011, diferentes caracterizações foram propostas para a personagem durante as 40 edições publicadas entre setembro de 2011 e 2015, gerando histórias significativas, mas tão discrepantes entre si que transformariam a personagem em algo visto pela crítica e público como "confuso". Em H'el on Earth e Krypton Returns, destacou-se Supergirl como uma alienígena mais do que como super-heroína. Uma trama posterior apresentaria o pai da personagem, Zor-El, como o vilão "Superciborgue", e histórias como Red Daughter of Krypton e Crucible , por sua vez, apresentariam versões ligeiramente modificadas da personagem. Em 2016, durante o evento "DC Rebirth", a sétima versão da revista começou a ser publicada, e o arco de história inicial, Reign of the Cyborg Supermen teria por objetivo integrar todas essas diferentes caracterizações numa histórica coesa.

### Coletâneas
- Showcase Presents: Supergirl
  - Volume 1 inclui as histórias de Supergirl publicadas em Action Comics #252-282; Adventure Comics #278; Superboy #80; Superman #123, 139-140, 144; Superman’s Girl Friend, Lois Lane #14; e Superman’s Pal Jimmy Olsen #40, 46 e 51; Novembro de 2007, ISBN 1401217176
  - Volume 2 inclui as histórias de Supergirl publicadas em  Action Comics #283-321; Dezembro de 2008, ISBN 1401219802
- Supergirl: The Silver Age Omnibus Vol. 1 inclui as histórias de Supergirl publicadas em Action Comics #252-307; Junho de 2016, ISBN 1401262465
- Daring New Adventures of Supergirl Vol. 1 inclui The Daring New Adventures of Supergirl #1-12; Julho de 2016, ISBN 1401263461
- Supergirl by Peter David Book One inclui Supergirl, vol.4 #1-9, Supergirl Annual #1, Supergirl Plus #1 e a história de Supergirl publicada em Showcase’ 96 #8; Outubro de 2016, ISBN 1401260926
- Supergirl: The Girl of Steel inclui Supergirl, vol.5 # 0-10, 12; Fevereiro de 2016, ISBN 1401260934
- Supergirl: Breaking the Chain inclui Supergirl, vol.5 # 11, 13-22; Agosto de 2016, ISBN 1401264670
- Supergirl: Who is Superwoman? inclui Supergirl, vol.5 #34, 37-41; Setembro de 2016, ISBN 140127014X
- Superman: New Krypton Vol. 2 inclui Supergirl, vol.5 #35-36; Setembro de 2009, ISBN 1401223192
- Superman: Codename: Patriot inclui Supergirl, vol.5 #44; Abril de 2011, ISBN 1401226574
- Supergirl: Friends and Fugitives inclui Supergirl, vol. 5 #43, 45-47; Setembro de 2016, ISBN 1401270158
- Supergirl: Death and the Family inclui Supergirl, vol. 5 #48-50 e Supergirl Annual #1; Setembro de 2010, ISBN 1401229131
- Superman: Last Stand of New Krypton Vol. 1 inclui Supergirl, vol. 5 #51; Novembro de 2010, ISBN 1401229328
- Superman: Last Stand of New Krypton Vol. 2 inclui Supergirl, vol. 5 #52; Janeiro de 2011, ISBN 1401230369
- Supergirl: Bizarrogirl inclui Supergirl, vol. 5 #53-59 e Supergirl Annual #2; Setembro de 2016, ISBN 1401270123
- Supergirl, Vol. 1: Last Daughter of Krypton inclui Supergirl, vol. 6 #1-7; Outubro de 2012, ISBN 1401236804
- Supergirl, Vol. 2: Girl in the World inclui Supergirl, vol. 6 #0, 8-12; Julho de 2013, ISBN 1401240879
- Supergirl, Vol. 3: Sanctuary inclui Supergirl, vol. 6 #12-20; Fevereiro de 2014, ISBN 1401243185
- Supergirl, Vol. 4: Out of the Past inclui Supergirl, vol. 6 #21-25; Julho de 2014, ISBN 1401247008
- Supergirl, Vol. 5: Red Daughter of Krypton inclui Supergirl, vol. 6 #26-33; Janeiro de 2015, ISBN 1401250513
- Supergirl, Vol. 6: Crucible inclui Supergirl, vol. 6 #34-40 e Supergirl: Futures End #1; Julho de 2015, ISBN 1401255418

## Outras revistas

### Supergirl: Cosmic Adventures in the 8th Grade

Eric Jones e Landry Q. Walker produziram a minissérie infantil Supergirl: Cosmic Adventures in the 8th Grade em 2009.

Supergirl: Cosmic Adventures in the 8th Grade foi uma minissérie em seis edições publicada pela DC Comics originalmente em 2009, como parte da linha "Johnny DC", dedicada à histórias infantis. Escrita por Landry Q. Walker e ilustrada por Eric Jones, a minissérie apresentou uma versão infantilizada da personagem, retratada como uma adolescente que é forçada a estudar numa escola particular, onde tem dentre suas colegas Lena Luthor, a irmã de Lex, e "Belinda", uma gêmea maligna de Supergirl.
A DC Comics, à época, estava voltando a investir no mercado infantil de histórias em quadrinhos, e a editora Jann Jones foi colocada como responsável pela produção dessas histórias, que incluíam não apenas Supergirl, mas também as revistas Tiny Titans e Billy Batson and the Magic of Shazam.  Em uma entrevista realizada anos depois do encerramento as revistas, afirmaria:
| “ | Minha inspiração era meu sobrinho. Eu olhava para as revistas em quadrinhos infantis que a DC publicava à época e percebia que não havia nenhuma dentre elas que eu pudesse dar para ele ler. Por mais que elas se destinassem à crianças, havia um nível de violência e uma temática que eu simplesmente não considerava apropriados para a idade dele. Além disso, eram todas revistas baseadas em programas de televisão, e eu achava que deviam ser algo atemporal e verdadeiramente destinados para todas as idades. | ” |

As revistas concebidas por Jones atraíam a atenção da crítica, mas não se tornaram um sucesso de vendas. Mesmo com o apoio do editor-chefe da editora, Dan DiDio e diversos profissionais talentosos interessados em contribuir com histórias infantis, o esforço que a produção de uma revista dessas demandava era considerado "um desperdício" pela direção a editora, que preferia investir em um público mais adulto. Por causa disso, Cosmic Adventures in the 8th Grade nunca teve uma continuação que estendesse a trama além das seis edições iniciais, mas a única trama concebida por Walker e Jones, analisada em retrospecto, conseguiu atingir seu objetivo: apresentar uma versão de Supergirl que não fosse a "pin-up" feita para "agradar ao público masculino", mas sim uma melhor representação da diversidade muitas vezes ignoradas pelas revistas em quadrinhos, e pudesse atingir também o público feminino mais jovem sendo não apenas uma "super-heroína", mas "uma personagem com a qual todos pudessem se identificar porque sua situação - ser a garota novata numa terra estranha, lidando com ansiedade social e aceitação - fossem algo que ressoasse com a realidade".

### Adventures of Supergirl
Adventures of Supergirl foi uma série limitada escrita por Sterling Gates e ilustrada por diversos artistas, incluindo Jonboy Meyers, Pop Mhan e Emanuela Lupacchino. Concebida especialmente para atender a demanda por histórias de Supergirl gerada após a estreia da série homônima estrelada pela personagem, teve 13 capítulos disponibilizados inicialmente para download através de lojas digitais entre janeiro e julho de 2016. Entre maio e julho do mesmo anos os capítulos seriam compilados em seis edições impressas.